# Улуюл
Улуюл (рос. Улуюл) — річка в Росії, права притока Чулиму (басейн Обі), тече у Томській області.
Улуюл починається у Тегульдетському районі Томської області, тече спочатку на північний захід, потім на захід і південний захід, зливається з Чулимом у його нижній течії на території Первомайського району.
Довжина річки 411 км, площа басейну 8 450 км². Середньорічний стік, виміряний за 70 км від гирла, становить 42,2 м³/c. Живлення змішане з переважанням снігового. Замерзає у другій половині жовтня — першій половині листопада, скресає у другій половині квітня — першій половині травня.
Притоки Улую численні, але короткі, найзначніші з них Малий Юл, Чорна, Соболевка, Проюл, Боровка, Чебак, Іріюл, Аргат'юл.
Населені пункти на річці: Килинка у верхів'ях, Захарково, Аргат'юл і Улуюл — в низов'ях, біля гирла — Усть-Юл. Неподалік від гирла річку перетинає залізничний міст на гілці Тайга — Томськ — Асіно — Білий Яр, яка відходить від Транссибірської магістралі.